# ماركوس ليوناردو
ماركوس ليوناردو سانتوس ألميدا (بالبرتغالية: Marcos Leonardo Santos Almeida) هو لاعب كرة قدم برازيلي، ولد في 2 مايو 2003
في إيتابيتينجا في البرازيل.

## المشاركة مع الاندية
وُلد ماركوس ليوناردو في إيتابيتنجا ، باهيا، وانتقل إلى تاوباتي ، ساو باولو في مايو 2014،  وانضم إلى مجموعة شباب سانتوس في أغسطس ، بعد تجربة. في 23 أكتوبر 2019 ، وقع أول عقد احترافي له مع النادي ، ووافق على عقد لمدة ثلاث سنوات.

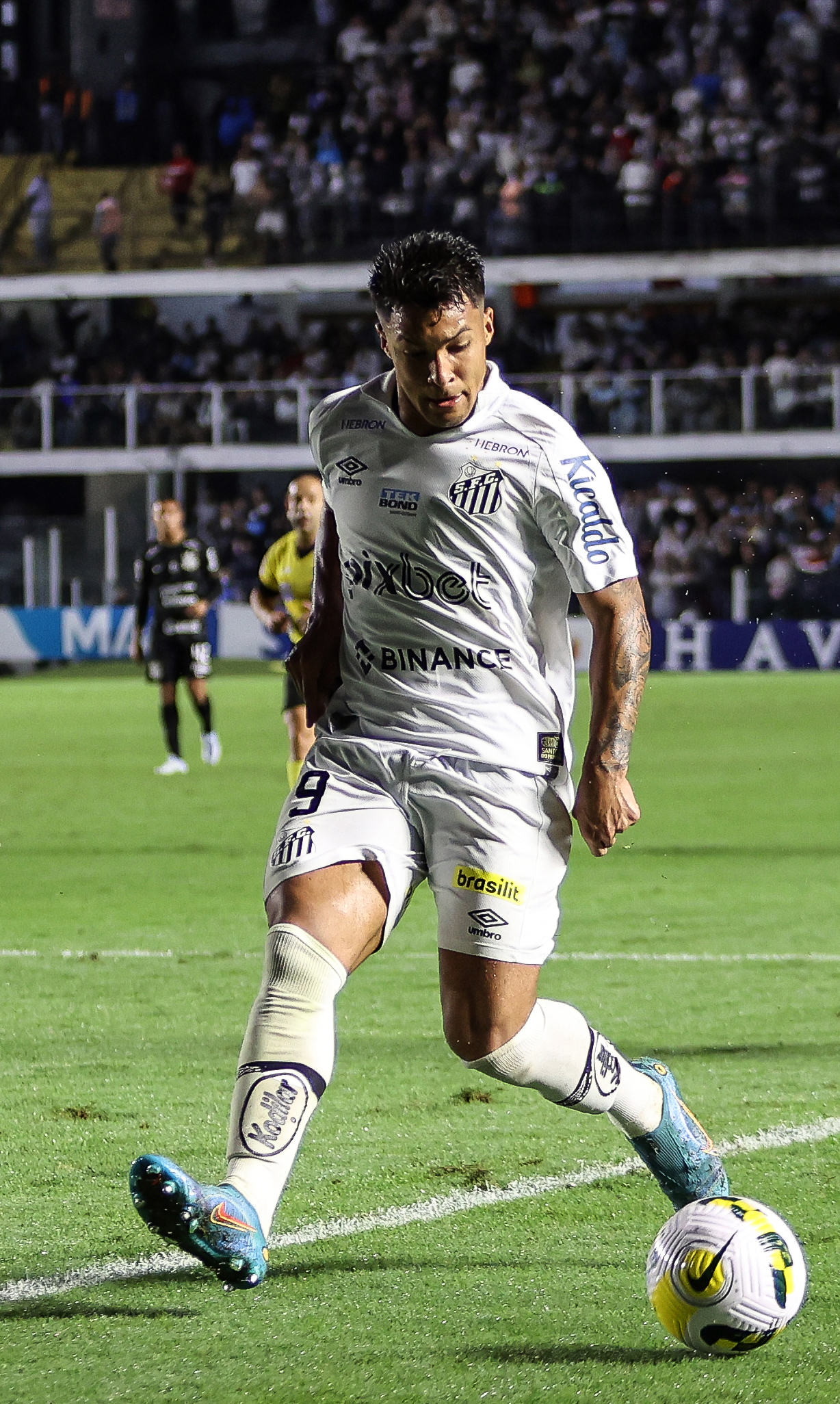
باهيا مع Santos 2022

## وصلات خارجية
- ماركوس ليوناردو على موقع قاعدة بيانات كرة القدم.إي يو (الإنجليزية)
- ماركوس ليوناردو على موقع ليكيب (الفرنسية)
- ماركوس ليوناردو على موقع Soccerway.com (الإنجليزية)
- ماركوس ليوناردو على موقع عالم كرة القدم.نت (الإنجليزية)